# In the Land of Hi-Fi (альбом Дины Вашингтон)
In the Land of Hi-Fi — студийный альбом американской певицы Дины Вашингтон, выпущенный в 1956 году на лейбле EmArcy Records. Продюсером альбома выступил Боб Шад, аранжировщиком — Хэл Муни.

## Отзывы критиков
| Оценки критиков                            | Оценки критиков |
| Источник                                   | Оценка          |
| ------------------------------------------ | --------------- |
| AllMusic                                   | [ 1 ]           |
| The Encyclopedia of Popular Music          | [ 2 ]           |
| The Penguin Guide to Jazz                  | [ 3 ]           |
| The Rolling Stone Jazz & Blues Album Guide | [ 4 ]           |

В рецензии для AllMusic Стивен Кук пишет: «Как и большинство пластинок Дины Вашингтон, In the Land of Hi-Fi включает в себя эклектичную программу из баллад и свингов, все из которых становятся главными средствами для выражения драматического вокала певицы с блюзовыми нотками. Благодаря сочетанию струнных аранжировок Хэла Муни и биг-бэндов, Вашингтон придаёт нежность и страсть медленным номерам, таким как „I’ve Got a Crush on You“ и „Say It Is not So“, а также усиливает вокал в таких свингах, как „Our Love Is Here to Stay“ и „If I Were a Bell“. В дополнение к пронизанному госпелом номеру „There’ll Be a Jubilee“, композиции с латиноамериканскими нотками, такие как красивая песня в стиле болеро „Let Me Love You“ и лаунж-мамбо „Nothing Ever Changes My Love for You“, создают приятный контраст с этим джаз-поп-сетом. Альбом In the Land of Hi-Fi, дополненный прекрасными работами альт-саксофониста Кэннонболла Эддерли и пианиста Джуниора Манса, является ещё одним впечатляющим сетом среди множества прекрасных пластинок EmArcy, выпущенных Вашингтон в 50-х годах».

## Список композиций
1. «Our Love Is Here to Stay» (Джордж Гершвин, Айра Гершвин) — 3:06
2. «Let Me Love You» (Барт Ховард) — 2:09
3. «There’ll Be a Jubilee» (Фил Мур) — 2:06
4. «My Ideal» (Ньюэлл Чейз, Лео Робин, Ричард Уайтинг) — 2:19
5. «I’ve Got a Crush on You» (Джордж Гершвин, Айра Гершвин) — 3:03
6. «Let’s Do It (Let’s Fall in Love)» (Коул Портер) — 2:36
7. «Nothing Ever Changes My Love for You» (Марвин Фишер, Джек Сигал) — 2:33
8. «What’ll I Tell My Heart» (Джек Лоуренс, Питер Тинтурин) — 3:16
9. «On the Sunny Side of the Street» (Дороти Филдс, Джимми Макхью) — 2:26
10. «Say It Isn’t So» (Ирвинг Берлин) — 2:40
11. «Sometimes I’m Happy» (Ирвинг Сизар, Клиффорд Грей, Винсент Юманс) — 2:16
12. «If I Were a Bell» (Фрэнк Лессер) — 2:04

## Участники записи
- Альт-саксофон — Кэннонболл Эддерли
- Аранжировка, дирижёр — Хэл Муни
- Вокал — Дайна Вашингтон
- Оркестр Хэла Муни
- Продюсер — Боб Шад
- Фортепиано — Джуниор Манс